# Bryconamericus arilepis
Bryconamericus arilepis är en fiskart som beskrevs av Román-valencia, Vanegas-ríos och Ruiz-c. 2008. Bryconamericus arilepis ingår i släktet Bryconamericus och familjen Characidae. Inga underarter finns listade.